# Centrophorus isodon
Centrophorus isodon (лат.) — редкий вид хрящевых рыб рода короткошипых акул одноимённого семейства отряда катранообразных. Эти малоизученные глубоководные акулы были обнаружены в Тихом океане и Индийском океане на глубине между 760 м и 770 м. Размножаются яйцеживорождением. Максимальная зарегистрированная длина 108см.

## Таксономия
Впервые вид описан в 1981 году. Голотип представляет собой самца длиной 63 см, пойманного в 1976 году у Парасельских островов в Южно-Китайском море. Паратип — самка длиной 35,2 см, пойманная в 1980 году в эстуарии реки Чжуцзян. Родовое название происходит от слов греч. κεντρωτός — «утыканный шипами» и греч. φορούν — «носить», а видовое от слов от греческих слов греч. ίσος «равный» и греч. ὀδούς «зуб» .

## Ареал
Centrophorus isodon  встречаются у Мальдивских островов, возможно, у побережья Шри-Ланки, в Южно-Китайском море и в водах Филиппин.  Они держатся на материковом и островном склоне на глубине от 760 до 770 м.

## Описание
До сих пор попадались акулы длиной от 35,2 до 108 см. Самый маленький половозрелый самец был длиной 75 см, а самка 78 см. .

## Биология
Centrophorus isodon размножаются яйцеживорождением. Рацион состоит из костистых рыб и головоногих. Вероятно, этот вид, как и прочие представители рода короткошипых акул, размножается медленно.

## Взаимодействие с человеком
Centrophorus isodon не представляют опасности для человека. Подобно прочим глубоководным акулам со схожим жизненным циклом они чувствительны к перелову. В качестве прилова они попадают в коммерческие донные ярусы, тралы и жаберные сети, ориентированные на глубоководных акул. Пойманных акул перерабатывают на рыбную муку, плавники используют в пищу, хотя они считаются низкокачественными. Печень богата скваленом, который высоко ценится. Данных для оценки статуса сохранности вида недостаточно..